# سیارک ۲۷۱۳۰
سیارک ۲۷۱۳۰ (به انگلیسی: 27130 Dipaola، نامگذاری:1998XA3) بیست و هفت هزار و صد و سی‌امین سیارک کشف شده‌است که در ۸ دسامبر ۱۹۹۸ کشف شد.